# Pseudagrion alcicorne
Pseudagrion alcicorne är en trollsländeart. Pseudagrion alcicorne ingår i släktet Pseudagrion och familjen dammflicksländor.

## Underarter
Arten delas in i följande underarter:
- P. a. alcicorne
- P. a. digitatum